# (8998) 1981 EG23
(8998) 1981 EG23 — астероїд головного поясу, відкритий 3 березня 1981 року.
Тіссеранів параметр щодо Юпітера — 3.168.